# کونینگوره
کونینگوره (استونیایی: Kuningvere) یک روستا در دهستان پیپسیاره، شهرستان تارتو در شرق استونی است.